# Tilemann Cragius
Tilemann Cragius (eigentlich Krage; * um 1520 in Lüchow; † nach 1577) war ein deutscher lutherischer Theologe.

## Leben
Er immatrikulierte sich im Wintersemester 1537 an der Universität Wittenberg als Tilomannus Krage und erwarb am 8. Februar 1542 den akademischen Grad eines Magisters. 1546 war er Pastor in Kiel, welches Pastorat er aber bereits wieder 1547 aus nicht bekannten Gründen verlassen hat. Im August 1548 wurde Krage an der Universität Rostock immatrikuliert und im selben Jahr auch in die Artistenfakultät aufgenommen, was Schluss nahe legt, dass er hier auch gelehrt hat. Danach hielt er sich länger Zeit in Wittenberg auf. Dort erschien 1550 sein Werk Von dem Bilde Gottes in den ersten Menschen. Von der verstörung und vernewerung des Bildes, Vnd von den Zeychen vnd wercken der newgeboren kinder Gottes. Kurtze Erklerung und Bekenntnis, mit einer Klagrede an Deudschland, zu dem Philipp Melanchthon eine Vorrede beisteuerte.
Nachdem er in Lübeck als Pfarrer tätig gewesen war, wurde er 1555 Superintendent in Hildesheim. Dort geriet er mit seinen Kollegen in eine Auseinandersetzung über dogmatische Fragen und wurde deshalb vom Rat der Stadt 1557 aus dem Dienst entlassen. Daraufhin ging er nach Northeim, wo er ebenfalls wegen theologischer Auseinandersetzungen sein Amt verlassen musste. Als seine letzte Station ist Molzen bekannt, wo er 1577 die Konkordienformel unterschrieben hat. Danach verliert sich sein Weg.

## Werk
- Von dem Bilde Gottes in den ersten Menschen. Von der Verstörung und Vernewerung des Bildes, Und von den Zeychen und wercken der newgeboren kinder Gottes, Kurtze Erklerung und Bekendnisz : Mit einer Klagrede an Deudschland Thilomanni Kragen Luchoviani. Wittemberg 1550.